# Phalcon PHP
Phalcon — PHP фреймворк с открытым исходным кодом, написанный на Си. В данный момент поддерживается версия переписанная на Zephir.
Основывается на идеях MVC. Разрабатывается компанией Phalcon Team. Фреймворк Phalcon PHP распространяется по лицензии BSD с учетом «New BSD License».

## История
Phalcon был создан Андресом Гутьеррес и соавторами в процессе поиска нового подхода к традиционным фреймворкам веб-приложений, написанным на PHP. Первоначально предполагалось назвать новый фреймворк «Искра», но сочетание слов «PHP» и названия птицы сокол («Falcon» на английском), которая является одним из самых быстрых животных, в результате и было выбрано в роли наименования фреймворка. Первый выпуск Phalcon был доступен 14 ноября 2012 года.
Версия Phalcon 0.3.5 включала в себя ORM, написанный на Си, компоненты MVC и кеширования. Следующим релизом была версия 0.5.0, в котором был реализован высокоуровневый SQL диалект PHQL, а затем Phalcon 0.6.0, привнесший интегрированный шаблонизатор Volt, синтаксически подобный Jinja. Phalcon 1.0 был выпущен 21 марта 2013. В октябре 2014 года вышла бета 3 версия Phalcon 2, которая в начале 2015 года получила статус стабильной. Спустя 9 месяцев, в июле 2016 года вышла версия с длительным сроком поддержки Phalcon 3.0.0 LTS. 
Версия 4.0.0 вышла 22 декабря 2019 года.

## Особенности
Phalcon имеет следующие характеристики:
- Все компоненты полностью написаны на языке программирования Си. В версиях 3 и выше все компоненты написаны на языке Zephir.
- Существуют версии для различных популярных операционных систем: Linux, Windows, Mac[6]
- Высокая скорость работы, малые затраты серверных ресурсов. Судя по тестам, один из самых производительных фреймворков для PHP
- Компоненты фреймворка слабо связаны между собой
- Взаимодействие с базами данных реализовано на Си по технологии ORM

## Критика
Необходимость установки Phalcon как приложения на Windows сервер, либо же компиляция его из исходных кодов на других операционных системах требует расширенных прав для пользователя сервера. Большинство хостеров не предоставляют таких полномочий своим клиентам, что сильно ограничивает возможность использовать Phalcon, в отличие от других фреймворков, способных работать со стандартным набором LAMP сервера и подобных. Официальный сайт дает список хостинг компаний, предоставляющих предустановленный Phalcon PHP. Так же существует возможность использовать фреймворк на собственных серверах.